# Ni vieux, ni traîtres
Cet article possède un paronyme, voir Ni Dieu ni maître.
 (février 2022).
Si vous disposez d'ouvrages ou d'articles de référence ou si vous connaissez des sites web de qualité traitant du thème abordé ici, merci de compléter l'article en donnant les références utiles à sa vérifiabilité et en les liant à la section « Notes et références ».
Pour plus de détails, voir Fiche technique et Distribution.
Ni vieux, ni traîtres est un documentaire français de Pierre Carles et Georges Minangoy, sorti en 2006. Ce documentaire est distribué par des chaînes de cinéma indépendants, notamment Utopia.

## Synopsis
Les deux réalisateurs Pierre Carles et Georges Minangoy vont à la rencontre d'anciens partisans français et catalans engagés dans la lutte anti-franquiste anarchiste des années 1970. Ils interviewent dans ce film d'anciens membres des GARI et du groupe Action directe ainsi que certains de leurs amis.
Le documentaire inclut plusieurs débats au sujet de la légitimité de l'utilisation de la violence dans la lutte contre les abus du système capitaliste. Les anciens membres d'Action Directe reviennent sur les actions menées en Espagne franquiste, et en France dans les années 1970. 
Ce film a pour but, selon les réalisateurs, d'ouvrir le débat dans les milieux libertaires sur la légitimité de la violence et la fidélité des choix politiques.
Ce film est aussi l'occasion pour les réalisateurs de relayer la campagne pour la libération des prisonniers d'Action directe.

## Fiche technique
- Réalisation : Pierre Carles et Georges Minangoy
- Production : Youssef Charifi pour Pages et images
- Date de sortie : 2006
- Pays :  France
- Genre : documentaire
- Durée : 100 minutes

## Distribution
- Joëlle Aubron : elle-même
- Annie Desseaux : elle-même
- Jacques Garcin : lui-même
- Jean Halfen : lui-même
- Gilbert Roth : lui-même
- Jean-Marc Rouillan : lui-même
- Txus : lui-même